# بلاي ستيشن في آر 2
بلاي ستيشن في آر 2 (بالإنجليزية: PlayStation VR2) هي خوذة واقع افتراضي قادمة لمنصة ألعاب الفيديو المنزلية بلاي ستيشن 5 التي طورتها شركة سوني إنتراكتيف إنترتينمنت والتي ستصدر في 22 فبراير 2023.

## تاريخ
تم إصدار أول بلاي ستيشن في آر من سوني في عام 2016. أعلنت سوني عن جهاز بلاي ستيشن في آر 2 الخاص بجهاز بلاي ستيشن 5 في معرض الإلكترونيات الاستهلاكية لعام 2022.

## معدات
ستتصل سماعة الرأس بوحدة تحكم بلاي ستيشن 5 بكابل USB-C واحد. على عكس الجيل الأول من بلاي ستيشن في آر، الذي يتتبع حركات اللاعب من خلال كاميرا بلاي ستيشن واحدة، فإن بلاي ستيشن في آر 2 سيتتبع الحركات بواسطة أربع كاميرات مثبتة على خوذة الرأس.
سيكون لدى بلاي ستيشن في آر 2 لوحة OLED بدقة عرض 4K. ستبلغ دقة كل شاشة عرض للعين 2000 × 2,040 بكسل. كتعزيز رسومي، باستخدام تتبع العين، سيتم عرض العناصر الموجودة في رؤية اللاعب المباشرة فقط بالتفصيل الكامل. لن يتم عرض العناصر الموجودة في الرؤية المحيطية للاعب بشكل حاد.
سيحتوي بلاي ستيشن في آر 2 أيضًا على وحدات تحكم جديدة، يطلق عليها اسم وحدات التحكم سينس (Sense). ستكون وحدات التحكم قادرة على اكتشاف لمسات الأصابع، بالإضافة إلى توفير ردود فعل لمسية.

## استقبال
كانت المعاينات المبكرة إيجابية. على وجه الخصوص، تلقت وحدات التحكم سينس الجديدة استحسانًا.

## روابط خارجية
الموقع الرسمي